# Нортон, Филип
Филипп Нортон, барон Нортон Лаут (англ. Philip Norton, Baron of Norton Louth; — английский политик, академик, член Консервативной партии. Его описывали как «самого крупного из ныне живущих экспертов в Великобритании по вопросам парламента» и «мировой авторитет в конституционных вопросах»

## Образование
Нортон учился в гимназии короля Эдуарда VI в Лауте. Он окончил Шеффилдский университет со степенью бакалавра искусств, а впоследствии стал доктором философии, а затем окончил университет Пенсильвании со степенью магистра искусств.

## Карьера
Нортон — профессор правительства в отделе политики и международных исследований университета Халла, также был руководителем департамента, с 2002 по 2007 год.
С 1992 г. директор Центра законодательных исследований.
Нортон член консультационного совета Общества «Ханстер» с 1997 года и директор с 2002 года.
В 2000 году он возглавил комиссию для лидера оппозиции Уильяма Гаага с разработки идей по укреплению института парламента, а с 2001 по 2004 год выполнял функции председателя Конституционного комитета Палаты лордов.
В 2007 году «The Daily Telegraph» назвал его 59-м самым влиятельным человеком в сфере права в британской политике.
Нортон является постоянным участником лордов блогов, совместного блога членов Палаты лордов с целью привлечения общественности. Гардиан назвал его «новой звездой блогосферы». Филипп Нортон является членом Королевского общества искусств. Он также имеет личный блог, в котором часто цитирует некоторые из многих решающих обязанностей, которые он проводит в политических и академических кругах. Сейчас Нортон выступает сопредседателем Комитета по высшему образованию и продолжает работу с Кампанией для Эффективной Второй Палаты. Лорд Нортон имеет викторину на лордов блогов, а также часто проводит свои конкурсы подписей в своем личном блоге. Norton View привлекает некоторых читателей со всего мира.

### Список литературы
- «PSA Awards 2008». Ассоциация политических исследований. 2003-05-15.
- «Наиболее влиятельное право 100: 75-51». «Дейли Телеграф». 2007-10-01.
- «ФОТО: презентационный вечер» Лауд Гимназия ". Лут Лидер. 2008-09-15
- «Политика и социальные науки» (PDF). Университет Халл.
- «Консультативный совет». Ханстерское общество.
- «Кто есть кто?». Ханстерское общество.
- «№ 55217». Лондонский бюллетень. 6 августа 1998 г. С. 8583.
- «Страница лица — 19166». ThePeerage.com.
- «Укрепление парламента» . Консервативная партия.
- Мосс, Стефен (2008-04-07). «Новые лорды блога». Опекун.
- «Жонглирование дневника — вид Нортона».
- «Добро пожаловать для читателей за рубежом — Quick View».
- https://nortonview.wordpress.com/2010/04/14/coat-of-arms/ Архивная копия от 3 декабря 2017 на Wayback Machine

### Внешние ссылки
- Eintrag Архивная копия от 27 февраля 2018 на Wayback Machine auf der Homepage des Parlaments (Seitenaufruf am 25. Oktober 2012)
- Eintrag Архивная копия от 12 мая 2013 на Wayback Machine in They Work For You (Seitenaufruf am 25. Oktober 2012)
- Biografie in Debrett’s (Seitenaufruf am 25. Oktober 2012)
- Philip Norton profile at the University of Hull
- Philip Norton profile at the Hansard Society
- Philip Norton blog Архивная копия от 28 февраля 2018 на Wayback Machine at The Norton View
- Philip Norton blog Архивная копия от 16 марта 2018 на Wayback Machine at Lords of the Blog
- Philip Norton profile Архивная копия от 12 мая 2013 на Wayback Machine at TheyWorkForYou